# ششم بزرگ
ششم بزرگ فاصلهای‌ست در موسیقی که از ۶ نت تشکیل شده‌است. فاصلهٔ ششم دارای ۹ نیم‌پرده است. اگر از ششم بزرگ، نیم‌پرده کم کنیم به ششم کوچک و اگر نیم‌پرده اضافه کنیم به ششم افزوده می‌رسیم.
فاصلهٔ ششم بزرگ را مطبوع غیرکامل می‌نامند.

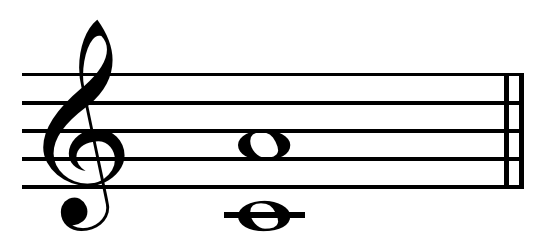
فاصله ششم بزرگ از نت «دو» تا «لا»